# أرتابانوس الرابع
أرتابانوس الرابع كان آخر حاكم لالإمبراطورية الفرثية حكم الإمبراطوية من 213 حتى 224. قتل أثتاء معركة هرمزغان ضد الإمبراطورية الساسانية.